# Magnus Svensson (präst)
Erik Magnus Svensson, född 27 november 1966 i Kisa församling, Östergötlands län, är en svensk präst.

## Biografi
Magnus Svensson föddes 1966 i Kisa församling. Han arbetade som kyrkoherde i Kinda pastorat. Svensson blev 1 januari 2019 kyrkoherde i Vadstena pastorat och efterträdde Torbjörn Ahlund.
Svensson är sedan 2021 kontraktsprost för Vätterbygdens kontrakt.